# Последният човек
 Тази статия е за филма на Фридрих Мурнау.  За книгата на Петер Богати вижте Последният човек (роман).  
„Последният човек“ (на немски: Der letzte Mann) е германски филм от 1924 година, драма на режисьора Фридрих Мурнау по сценарий на Карл Майер.
В центъра на сюжета, типичен за жанра камершпил, е извънредно горд с длъжността си възрастен портиер в луксозен хотел, който внезапно е понижен и преживява трудно промяната. Главните роли се изпълняват от Емил Янингс, Мали Делшафт, Макс Хилер.
Филмът използва иновативни техники, стремейки се да избягва използването на интертитри.